# Johann Georg Penzel
Johann Georg Penzel (* 1754 in Hersbruck; † 17. Juni 1809 in Leipzig) war ein deutscher Kupferstecher, Zeichner und Maler. 

## Leben

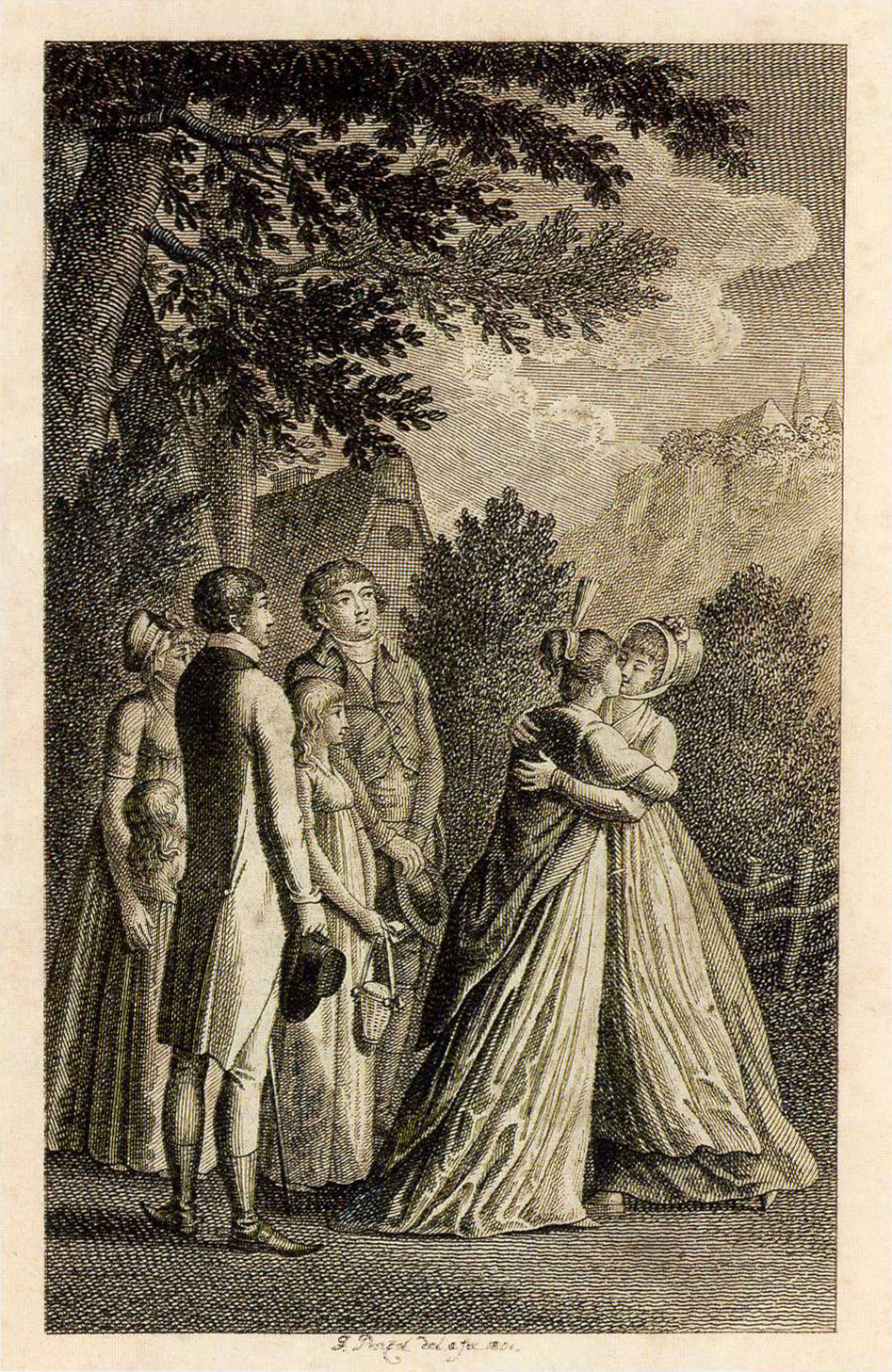
Um 1801: Frontispiz zu Sophie von La Roches Fanny und Julia oder Die Freundinnen

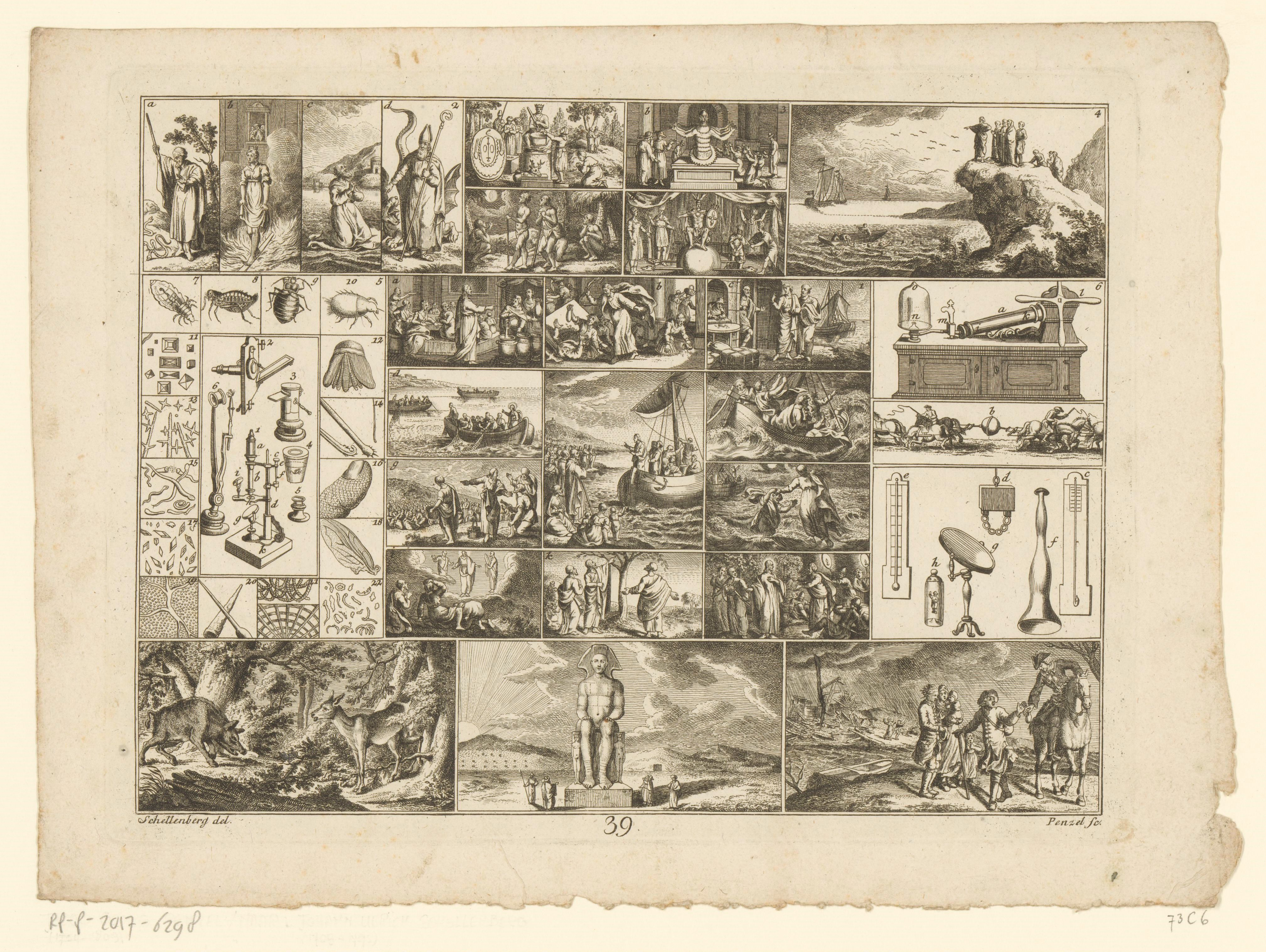
Blatt 39 gestochen von Penzel nach Zeichnungen von Johann Rudolf Schellenberg

Johann Georg Penzel lernte zunächst in Hersbruck, dann in Winterthur bei Johann Ulrich Schellenberg und an der Dresdener Akademie. Er war hauptsächlich in Leipzig tätig.
Penzel war Pflegevater von „Hannes August“ Ramberg (geboren 7. Januar 1782; gestorben vor 13. September 1798), dem ältesten Kind des in Hannover tätigen Hofmalers Johann Heinrich Ramberg.